# Festival Internacional de cine del Sahara
El Festival Internacional de cine del Sahara, también llamado FiSahara, se celebró por primera vez en 2004. Actualmente es un evento anual que tiene lugar en los campamentos de refugiados saharauis (Argelia) cerca de la frontera con el Sáhara Occidental. El Festival está respaldado por el Frente Polisario. Este Festival es una iniciativa para traer el cine como una forma de entretenimiento y cultural para los miles de saharauis cuya comunidad ha vivido durante más de treinta años de relativo aislamiento en el desierto argelino. El primer festival fue en gran parte organizado por el director de cine peruano Javier Corcuera. Normalmente, las películas españolas dominan el Festival. Al director de la película ganadora se le otorga como premio un camello blanco.

## Ganadores de la Camella Blanca
La Camella Blanca (en árabe: الجمل الأبيض) es el galardón del festival, otorgado a la mejor película según la votación de los espectadores. Consiste en una camella blanca, que tradicionalmente se dona a la familia refugiada que hospeda al actor o director de la película ganadora del festival. Los ganadores reciben un trofeo que representa a una camella blanca y a una rosa del desierto.
| Edición | Año  | Fecha                                        | Película                                                           | Nacionalidad                                 | Director                                     |
| ------- | ---- | -------------------------------------------- | ------------------------------------------------------------------ | -------------------------------------------- | -------------------------------------------- |
| I       | 2003 | 20–23 de noviembre                           | El bosque animado, sentirás su magia                               | España                                       | Ángel de la Cruz                             |
| I       | 2003 | 20–23 de noviembre                           | El bosque animado, sentirás su magia                               | España                                       | Manolo Gómez                                 |
| n/a     | 2004 | Diciembre (no celebrado)                     | n/a                                                                | n/a                                          | n/a                                          |
| II      | 2005 | 3–6 de marzo                                 | Madame Brouette                                                    | Senegal Francia Canadá                       | Moussa Sene Absa                             |
| III     | 2006 | 5–9 de abril                                 | La historia del camello que llora                                  | Mongolia Alemania                            | Byambasuren Davaa                            |
| III     | 2006 | 5–9 de abril                                 | La historia del camello que llora                                  | Mongolia Alemania                            | Luigi Farloni                                |
| IV      | 2007 | 10–15 de abril                               | Azur & Asmar                                                       | Francia Bélgica España Italia                | Michel Ocelot                                |
| V       | 2008 | 17–20 de abril                               | En un mundo libre                                                  | Reino Unido                                  | Ken Loach                                    |
| VI      | 2009 | 5–10 de mayo                                 | Che (segunda parte)                                                | Estados Unidos España Francia                | Steven Soderbergh                            |
| VII     | 2010 | 26 de abril-2 de mayo                        | El problema. Testimonio del pueblo saharaui                        | España                                       | Jordi Ferrer                                 |
| VII     | 2010 | 26 de abril-2 de mayo                        | El problema. Testimonio del pueblo saharaui                        | España                                       | Pablo Vidal                                  |
| VIII    | 2011 | 2–8 de mayo                                  | Entrelobos                                                         | España Alemania                              | Gerardo Olivares                             |
| IX      | 2012 | 1–6 de mayo                                  | Hijos de las nubes, la última colonia                              | España                                       | Álvaro Longoria                              |
| X       | 2013 | 8–13 de octubre                              | Mayibuye. (Retorno al Sáhara Occidental)                           | Sudáfrica                                    | Milly Moabl                                  |
| XI      | 2014 | 29 de abril–4 de mayo                        | Legna: habla el verso saharaui                                     | Sahara Occidental España                     | Juan Robles                                  |
| XI      | 2014 | 29 de abril–4 de mayo                        | Legna: habla el verso saharaui                                     | Sahara Occidental España                     | Bahia Awah                                   |
| XI      | 2014 | 29 de abril–4 de mayo                        | Legna: habla el verso saharaui                                     | Sahara Occidental España                     | Juan Carlos Gimeno                           |
| XII     | 2015 | 28 de abril-3 de mayo                        | Grano de arena                                                     | Estados Unidos                               | Pamela Yates                                 |
| XIII    | 2016 | 11-16 de septiembre                          | Leyuad, un viaje al pozo de los versos                             | Sahara Occidental                            | Brahim Chagaf                                |
| XIII    | 2016 | 11-16 de septiembre                          | Leyuad, un viaje al pozo de los versos                             | Sahara Occidental                            | Gonzalo Moure                                |
| XIII    | 2016 | 11-16 de septiembre                          | Leyuad, un viaje al pozo de los versos                             | Sahara Occidental                            | Inés G. Aparicio                             |
| XIV     | 2018 | 2-6 de diciembre                             | Soukeina, 4.400 días de noche                                      | España                                       | Laura Sipán                                  |
| XV      | 2019 | 15 al 20 de octubre                          | Mejor película extranjera: Campeones                               | España                                       | Javier Fesser                                |
| XV      | 2019 | 15 al 20 de octubre                          | Mejor Película de Temática Saharaui: Diáspora en el Sáhara         | Argentina                                    | Néstor Suleiman                              |
| XV      | 2019 | 15 al 20 de octubre                          | Mejor Película de realización Saharaui: Campaña "Heridas abiertas" | Sahara Occidental                            | Equipe Media y Saharawi Voice                |
| n/a     | 2020 | Suspendido debido a la pandemia de COVID-19. | Suspendido debido a la pandemia de COVID-19.                       | Suspendido debido a la pandemia de COVID-19. | Suspendido debido a la pandemia de COVID-19. |
| XVI     | 2021 | 28 de noviembre al 1 de diciembre            | Primer premio: Toufa                                               | Sahara Occidental                            | Brahim Chagaf                                |
| XVI     | 2021 | 28 de noviembre al 1 de diciembre            | Segundo premio: En busca de Tirfas                                 | Sahara Occidental                            | Lafdal Mohamed Salem                         |
| XVI     | 2021 | 28 de noviembre al 1 de diciembre            | Segundo premio: El Precio de la Belleza"                           | Sahara Occidental                            | Ahmed Moh Lamin                              |
| XVII    | 2022 | 29 de abril al 5 de mayo                     | Primer premio: Wanibik                                             | Argelia                                      | Rabah Slimani                                |
| XVIII   | 2024 | 29 de abril al 5 de mayo                     | Primer premio: A 200 metros                                        | Palestina                                    | Ameen Nayfeh, Ahmad Al-Bazz                  |

## Países invitados
Algunos años, el Festival ha escogido un país invitado. En esos casos, las películas de dicho país son proyectadas y se realizan actos y eventos especiales relacionados.
| Año  | País invitado  |
| ---- | -------------- |
| 2006 | Cuba           |
| 2009 | Argelia        |
| 2010 | Sudáfrica      |
| 2011 | Venezuela      |
| 2012 | México         |
| 2013 | Estados Unidos |
| 2014 | Sudáfrica      |